# 수후미
수후미(조지아어: სოხუმი 소후미, 러시아어: Сухум 수훔[*], 압하스어: Аҟəа 아크와)는 압하지야의 수도이고 흑해와 마주하고 있다. 인구는 92,300명(2004년)이다. 철도 분기점이기도 하다. 온대 기후이고 식물원으로 유명하다.

## 이름
수후미(Sukhumi)의 어미(語尾) -i는 조지아어의 주격 접미사를 나타낸다. 도시 이름은 1936년 8월 16일까지 러시아어로 수훔(러시아어: Сухум)이라고 불렸으며, 그 날 이후로 수후미(Сухуми)로 바뀌었다. 1992년 12월 4일 압하스 최고회의는 옛 형태를 복원시켰고, 2008년 가을 러시아 연방 측도 승인하였다. 그러나 수후미라는 이름 또한 지금도 사용되고 있다.

## 역사
구석기 시대의 유적이 발굴되고 있다. 기원전 6세기 무렵, 그리스인에 의해서 여기에 식민도시 디오스쿠리아(Dioscurias)가 열렸다. 로마 제국·비잔티움 제국 시대에는 세바스토폴리스(Sebastpolis)로 불렸다. 오스만 제국 시대에는 여기에서 요새가 쌓아 올려졌다. 1810년에 러시아 제국에 병합 되었다.
1992년부터 1994년에 걸친 압하지야 분쟁으로 인해 수후미는 파괴되었다. 조지아계 주민의 대부분이 난민으로 압하지야를 탈출했고 인구는 격감했다. 부흥은 현재도 진행되지 않고 있다.

## 기후
| Sukhumi의 기후                             | Sukhumi의 기후 | Sukhumi의 기후 | Sukhumi의 기후 | Sukhumi의 기후 | Sukhumi의 기후 | Sukhumi의 기후 | Sukhumi의 기후 | Sukhumi의 기후 | Sukhumi의 기후 | Sukhumi의 기후 | Sukhumi의 기후 | Sukhumi의 기후 | Sukhumi의 기후 |
| 월                                         | 1월            | 2월            | 3월            | 4월            | 5월            | 6월            | 7월            | 8월            | 9월            | 10월           | 11월           | 12월           | 연간           |
| ------------------------------------------ | -------------- | -------------- | -------------- | -------------- | -------------- | -------------- | -------------- | -------------- | -------------- | -------------- | -------------- | -------------- | -------------- |
| 일평균 최고 기온 °C (°F)                   | 10.0 (50.0)    | 10.7 (51.3)    | 12.8 (55.0)    | 16.8 (62.2)    | 20.4 (68.7)    | 24.2 (75.6)    | 26.5 (79.7)    | 26.8 (80.2)    | 24.1 (75.4)    | 20.3 (68.5)    | 15.6 (60.1)    | 12.0 (53.6)    | 18.3 (65.0)    |
| 일평균 최저 기온 °C (°F)                   | 2.2 (36.0)     | 2.7 (36.9)     | 4.5 (40.1)     | 8.3 (46.9)     | 12.2 (54.0)    | 16.2 (61.2)    | 19.0 (66.2)    | 18.6 (65.5)    | 14.8 (58.6)    | 10.4 (50.7)    | 6.6 (43.9)     | 3.9 (39.0)     | 10.0 (49.9)    |
| 평균 강수량 mm (인치)                      | 102 (4.0)      | 76 (3.0)       | 102 (4.0)      | 102 (4.0)      | 92 (3.6)       | 89 (3.5)       | 83 (3.3)       | 107 (4.2)      | 120 (4.7)      | 114 (4.5)      | 104 (4.1)      | 108 (4.3)      | 1,199 (47.2)   |
| 평균 강우일수                              | 17             | 15             | 16             | 15             | 12             | 11             | 10             | 10             | 10             | 12             | 16             | 16             | 160            |
| 출처 1: climatebase.ru                     |                |                |                |                |                |                |                |                |                |                |                |                |                |
| 출처 2: Georgia Travel Climate Information |                |                |                |                |                |                |                |                |                |                |                |                |                |

## 자매 도시
- 조지아, 츠힌발리
- 스코틀랜드, 킬마넉[5]
- 러시아, 포돌스크[6]

## 출신 유명인
- 세르게이 키리옌코

## 참고
1. ↑  RRC.ge 보관됨 2015-04-02 - 웨이백 머신 (러시아어)
2. ↑  Абхазию и Южную Осетию на картах в РФ выкрасят в "негрузинские" цвета
3. ↑  “Sukhumi”. climatebase.ru. 2020년 4월 23일에 확인함.
4. ↑  “Georgia, Sukhumi climate information”. Travel-climate.com. 2016년 3월 3일에 원본 문서에서 보존된 문서. 2016년 6월 26일에 확인함.
5. ↑  Уи атәыла ссир аҟны. — Аҟәа. 2006. Ад. 4.
6. ↑  (러시아어) 포돌스크 자매도시 목록 보관됨 2011-08-11 - 웨이백 머신